# Bresha Webb
Bresha Renée Webb, est une actrice et chanteuse américaine, née le 6 mai 1984, à Baltimore, Maryland, aux États-Unis.
Elle a joué le rôle d'Imunique Jefferson dans la série comique Love That Girl! de 2010 à 2014. Elle est ensuite apparue dans les films Meet the Blacks (2016), Acrimonium (2018), Back to School (2018) et Les Sextuplés (2019).

## Filmographie

### Cinéma
- 2008 : American Voice : Penny
- 2014 : Return to Zero : L'infirmière du Dr Holden (non créditée)
- 2014 : Hollows Grove : Julie Mercade
- 2015 : Ex-Free : Lela
- 2016 : Mise à l'épreuve 2 : Shayla
- 2016 : Meet the Blacks : Allie Black
- 2016 :  A Boy. A Girl. A Dream.
- 2018 : Acrimony : Brenda (jeune)
- 2018 : Back to School : Denise
- 2019 : Les Sextuplés : Marie Daniels
- 2019 : Merry Liddle Christmas : Kiara
- 2020 : Rupture fatale : Jasmine Bryant
- 2020 : aTypical Wednesday : Bailey
- 2021 : The House Next Door: Meet the Blacks 2 : Allie

### Télévision
- 2007 : State of Mind : Lola
- 2007 : K-Ville : Shania Duplessis
- 2007 : Lincoln Heights : Eva
- 2008 : Dirt : Alicia
- 2008 : Raising the Bar : Justice à Manhattan : Kea Banks
- 2008-2009 : Urgences : Docteur Laverne St. John  (10 épisodes)
- 2010-2014 : Love That Girl! : Imunique Jefferson (44 épisodes)
- 2011 : In the Flow with Affion Crockett : Tiny
- 2012 : Private Practice : Melanie White
- 2012 : Weeds : Charlemagne
- 2013 : LearningTown : Cookie (10 épisodes)
- 2014 : Grey's Anatomy : Teresa Morris (6 épisodes)
- 2014 : Keep It Together : Lorraine[1]
- 2015 : Truth Be Told : Angie (10 épisodes)
- 2016 : Ever After High : Justine Dancer / Jackie Frost (voix)
- 2017-2018 : Marlon : Yvette (20 épisodes)[2]
- 2018 : Unsolved : Tiffany
- 2019 : A Black Lady Sketch Show : Sténographe judiciaire
- 2019 : The Last O.G. : Faith
- 2021 : Run the World : Renee Ross[3]
- 2021 : HouseBroken : Nibbles (voix)
- 2022 : Cool Attitude, encore plus cool : CeCe Proud (voix originale)